# María de la Cruz Toledo
María de la Cruz Toledo (Chimbarongo, Regió d'O'Higgins, 18 de setembre de 1912 - Santiago, 1 de setembre de 1995) va ser una política xilena i la primera senadora del seu país.
Va ser la fundadora del Partit Femení de Xile (1946-1954), creat per a lluitar pel sufragi femení, que s'havia aconseguit parcialment el 1934. Va participar en la campanya presidencial de 1952 de Carlos Ibáñez del Campo. Va ser destituïda a partir d'acusacions de contraban i simpaties amb el moviment peronista argentí.

## Família i estudis
Els seus pares eren Marco Aurelio de la Cruz i Edicia Toledo. Va cursar educació primària i secundària en el Col·legi Rosa de Santiago Concha i en el Liceu Núm. 5 de Santiago. Va estar casada i va tenir dos fills.

## Escriptora i columnista
Va ser una destacada escriptora d'articles, fullets, poesies i novel·les, labor a la qual es va dedicar des de molt jove. També va ser editora i directora de la revista Luz y Sombra, dedicada a les persones amb discapacitat visual. Així mateix, va ser una periodista i comentarista política de renom, especialment pel seu programa María de la Cruz parla, transmès per ràdio Nuevo Mundo fins a finals de 1978.
El 1940 va publicar Transparencias de un Alma i el 1942, Alba de Oro. A més de les obres de poesia Ha pasado la tormenta, Humanidad i la novel·la Suprema cita.

## Carrera política

### Dirigent feminista

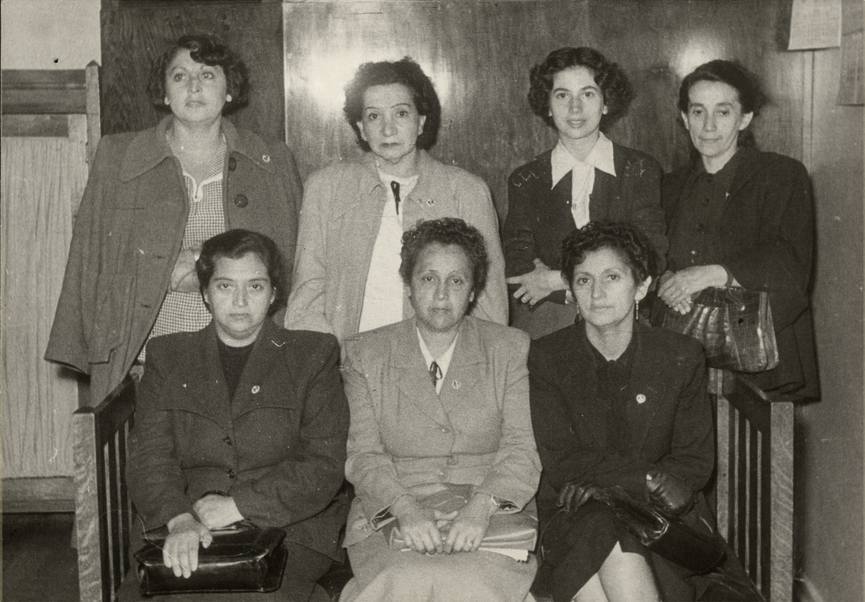
Constitució del Partit Femení de Xile.

Va ser una de les líders del moviment feminista, iniciat cap a 1913, que donava suport als drets civils i polítics de la dona. El 1946 va participar en la fundació del Partit Femení de Xile, que tenia antecedents en les accions desenvolupades per Amanda Labarca, Elena Caffarena i Angélica Matte. Aquesta agrupació política, que va buscar formar cívicament a la dona perquè tingués plena consciència dels seus drets, va aconseguir una enorme força entre les treballadores i les dones d'estrats mitjans. Així mateix, va aconseguir la creació de lleis especials de protecció i l'eliminació de lleis que perjudicaven les dones. Totes aquestes iniciatives es van traduir en la llei que va donar dret de vot a les xilenes i que va ser promulgada el 1949.
Al novembre de 1950 es va presentar a l'elecció complementària com a candidata a senadora per Santiago després de la mort d'Arturo Alessandri Palma. Malgrat comptar amb el suport del senador Carlos Ibáñez del Campo, no en va resultar escollida.

### Primera senadora xilena

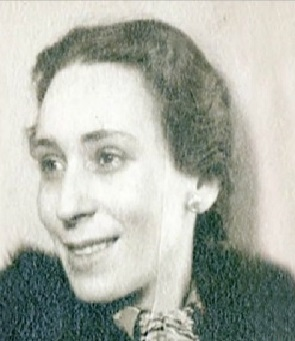
María de la Cruz Toledo ca. 1950

El 1952 va portar la campanya presidencial de Carlos Ibáñez del Campo. Després del triomf del candidat i en reconeixement de la seva aportació en la campanya, se li va oferir assumir el càrrec de ministra d'Educació en el nou govern, que va rebutjar. No obstant això, va acceptar presentar-se a l'elecció complementària que degué realitzar-se per a omplir la vacant al Senat del president electe.
En la campanya, va comptar amb el suport del Partit Democràtic de Xile, del Moviment Nacional Independent, de l'Organització de Dones Independents, del Moviment Nacional Ibañista, del Partit Femení i del president electe. A diferència de la derrota que va viure en l'elecció complementària de 1950, aquesta vegada el seu prestigi i popularitat li van permetre fer una gran campanya i obtenir més del 50 % dels vots emesos, esdevenint així la primera dona xilena a arribar al Senat.
De la Cruz no va acabar el seu període, ja que va ser desaforada després de ser investigada per una Comissió Parlamentària. Sembla que el Partit Femení de Xile rebia diners del Partit Peronista argentí. Segons l'escriptora i exdirigente del partit, Matilde Ladrón de Guevara, els dirigents viatjaven constantment a l'Argentina entre 1950 i 1960 per a buscar fons que després no eren consignats en les arques del partit. El cas es va suscitar enmig d'un auge antiperonista en la política xilena.
El 4 d'agost de 1953, va ser inhabilitada com a senadora, encara que els tribunals de Justícia posteriorment van declarar la seva innocència. La seva expulsió no sols va significar el final de la seva carrera política, sinó també la desintegració del partit al qual representava.

### Activitats posteriors
En 1958 va donar suport a la campanya presidencial de Jorge Alessandri Rodríguez, i el 1964 la candidatura presidencial de Jorge Prat. A finals de la dècada de 1960, va ingressar en el Partit Nacional —sorgit de la fusió dels partits Conservador i Liberal—, on esdevindria opositora a la Unitat Popular.
Durant la dictadura militar d'Augusto Pinochet, va col·laborar amb els alcaldes de Santiago, Patricio Mekis i Patricio Guzmán, com a inspectora municipal ad honorem.